# Erik Vera
Erik Vera Franco (* 24. März 1992 in Mexiko-Stadt) ist ein mexikanischer Fußballspieler auf der Position eines Verteidigers.

## Laufbahn
Vera ging aus dem Nachwuchsbereich seines „Heimatvereins“ UNAM Pumas hervor, bei dem er auch während seiner gesamten bisherigen Laufbahn als Fußballprofi unter Vertrag stand.
Sein Debüt in der Primera División bestritt Vera am 30. Januar 2011 in einem Heimspiel gegen den CF Monterrey, das 3:2 gewonnen wurde. Am Ende derselben Halbsaison gehörte er zum Kader der Pumas-Mannschaft, die die mexikanische Fußballmeisterschaft der Clausura 2011 gewann.
Einsätze für die Pumas blieben allerdings eine Seltenheit (bis Ende 2014 kam Vera lediglich achtmal in der ersten mexikanischen Liga zum Einsatz und war häufig für deren U-20-Mannschaft bzw. in der Saison 2012/13 für das in der zweiten Liga spielende Farmteam Pumas Morelos tätig) und so wurde er für das komplette Kalenderjahr 2015 an den Venados FC und 2016 an den Club Necaxa ausgeliehen.

## Erfolge
- Mexikanischer Meister: Clausura 2011